# Шихлинский, Джавад-бек Мамед-Ага оглы
Джавад-бек Мамед-Ага оглы Шихли́нский (азерб. Cavad bəy Məmməd Ağa oğlu Şıxlinski; 3 января 1874 — 1959) — российский, азербайджанский и иранский военный, генерал-майор, племянник генерала Али-Ага Шихлинского, дядя писателя Исмаила Шихлы.

## Биография
Джавад-бек Шихлинский родился в небольшом селении Казахлы Казахского уезда Елизаветпольской губернии (ныне село Ашагы-Салахлы в Казахском районе Азербайджана) в семье помещика. Происходил из древнего дворянского рода, первое упоминание о котором относится к 1537 году. Общее образование получил в Тифлисском кадетском корпусе.

## Служба в российской армии
В службу вступил 28 августа 1892 года юнкером рядового звания во 2-е военное Константиновское училище, которое окончил по первому разряду. 8 августа 1894 года выпущен подпоручиком в 39-ю артиллерийскую бригаду где был назначен на должность преподавателя учебной команды.
18 августа 1895 года был направлен в Казахский уезд с целью отбора лошадей для бригады. С ноября 1897 года старший офицер 3-й батареи. Службу проходил в Карсе и Александрополе. 1 июля 1898 года был произведён в поручики. 19 августа 1901 года получил чин штабс-капитана. На 1-е января 1909 года капитан.
28 марта 1904 года назначен командующим 5-й батареей, расположенной в городе Карс. В марте 1911 года капитан Шихлинский был награждён орденом Св. Станислава 2-й степени. 21 февраля 1913 года в честь 300-летия восшествия на престол династии Романовых, он был удостоен памятной медали и произведён в подполковники.

## Первая мировая война
В 1915 году подполковник Джавад-бек Шихлинский командующий 23-м мортирным парковым дивизионом. 10 февраля 1916 года — командир 4-й батареи 45-й артиллерийской бригады. Дважды, 5 марта 1916 года и 14 октября 1916 года, Джавад-бек Шихлинский удостаивался Высочайшего благоволения. В 1917 году командир 1-го дивизиона 45-й артиллерийской бригады. 22 апреля 1917 года произведён в полковники.

## Служба в Азербайджане
В конце 1917 года вернулся в Азербайджан и поступил на службу во вновь формируемый согласно приказу № 155 от 11 декабря 1917 года главнокомандующего войсками Кавказского фронта генерала от инфантерии М. А. Пржевальского Мусульманский корпус, переименованный 26 июня 1918 года постановлением Совета Министров Азербайджанской Республики в Отдельный Азербайджанский корпус (командир, бывший командующий 10-й армии Западного фронта генерал-лейтенант Али-Ага Шихлинский). Был назначен командиром 1-й артиллерийской бригады. В начале июля 1918 года корпус был расформирован и его части вместе с прибывшими 5-й Кавказской и 15-й Чанахгалинской турецкими дивизиями вошли в состав вновь сформированной Кавказской исламской армии Нури-паши. Полковник Д. Шихлинский был назначен командиром 1-го артиллерийского полка.
Продолжил службу в армии Азербайджанской Демократической Республики. Служил в должности помощника начальника Артиллерийского управления. 22 февраля 1919 года полковник Джавад-бек Шихлинский был назначен командующим, а 25 июня командиром 1-й пехотной дивизии с производством в генерал-майоры. В 1920 году был назначен начальником гарнизона города Гянджи. Был главным организатором и руководителем Гянджинского восстания в 1920 году. После подавления восстания бежал в Грузию, а затем в марте 1921 года перебрался в Турцию. В 1923 году поступил на службу в иранскую армию, где был назначен командиром Ардебильского гарнизона.